# Riksväg 200

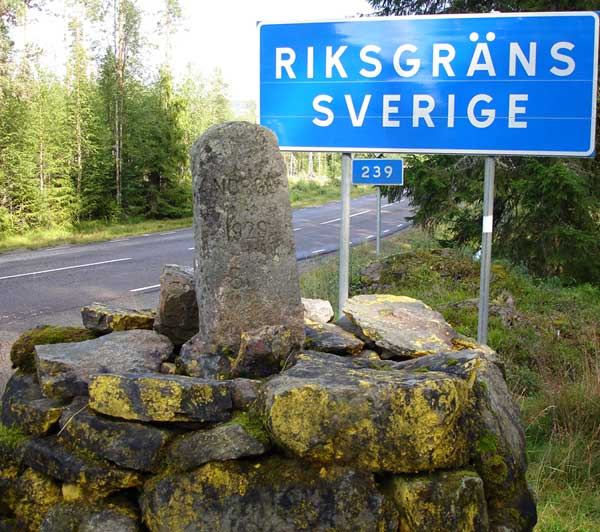
Vid gränsen till Sverige.

Riksväg 200 (norska: Riksvei 200) var till 2012 en riksväg i Norge. Den är sedan 2012 en del av Europaväg 16. Vägen var en 40,1 kilometer lång och gick sträckan Kongsvinger–Masterud–svenska gränsen.